# 太阳坪乡
太阳坪乡，是中华人民共和国湖南省怀化市靖州苗族侗族自治县下辖的一个乡镇级行政单位。

## 行政区划
太阳坪乡下辖以下地区：
太阳坪村、贯堡渡村、朱戈村、垅头村、金滩村、古村、沙溪村、新建村、星寨村、八龙村、土溪村、吉利寨村、地芒村和竹寨村。

## 地理
太阳坪乡坐落在靖州苗族侗族自治县北部，北和西北是会同县，东是甘棠镇，西是坳上镇，南是渠阳镇。
渠水流经太阳坪乡。
宗冲水库是太阳坪乡的一座水库。
最高点是车子界（552米）、第二高点是大山北（504米）。

## 经济
太阳坪乡的经济主要依靠农业，水稻、西瓜、梨、柑橘、杨梅、板栗是主要作物。

## 交通
- 焦柳铁路[5]
- 国道209[5]
- G65包茂高速公路[5]